# 马卡洛夫海军上将号巡防舰
马卡洛夫海军上将号巡防舰（羅馬化：Admiral Makarov）是俄罗斯海军一艘格里戈洛維奇海軍上將級巡防艦，隸屬於驻扎在塞瓦斯托波爾的黑海艦隊。它于2012年2月在扬塔尔造船厂開始建造，并于2017年12月25日正式服役。

## 船舶測試
馬卡洛夫海軍上將號的船舶測試於2016年3月31日開始。7月29日，作為工廠海試其中一環，該艦首次駛入波羅的海。9月，該艦成功試射了3S90M Shtil綜合體的艦載垂直發射系統，成功用9M317M防空導彈截擊從波羅的海噴泉號小型火箭船發射的目標。
2016年10月上旬，馬卡洛夫海軍上將號前往北方艦隊接受國測，測試於10月7日開始。11月2日，在巴倫支海的北方艦隊作戰訓練靶場，該艦在訓練導彈射擊中成功擊中一個沿海目標。11月10日，據報導指，北方艦隊已經在巴倫支海完成了該艦導彈、防空和火砲系統的測試。完成這一階段的測試後，該船於11月25日返回波羅的斯克交付軍港。之後該艦參加了波羅的海的實彈演習。
2017年1月，該艦測試繼續進行，其進行了高速和機動測試，並檢查了航空綜合系統和艦載武器。4月3日，下一階段的狀態測試開始。該艦原定於5月移交俄羅斯海軍，但隨後推遲至6月。6月10日，負責軍備的俄羅斯海軍副總司令維克托·布爾蘇克中將表示，該艦將在2017年11月所有測試和準備階段完成後才會成為俄羅斯黑海艦隊的一員，其並進行由波羅的海艦隊到黑海艦隊的永久過渡。7月30日，該艦參加了2017年俄羅斯聯邦海軍日的閱兵。
9月4日，作為國測的一環，馬卡洛夫海軍上將號成功從防空系統擊中由噴泉號小型火箭船和暴雨號小型火箭船發射的巡航導彈。9月15日，海軍軍備副總司令布爾蘇克中將宣布，該艦已完成狀態試驗，月底前將撥交黑海艦隊水面艦艇第30師。10月6日，俄羅斯國防部長謝爾蓋·紹伊古確認該艦完成了國測。馬卡洛夫海軍上將號的驗收證書於2017年12月25日在揚塔爾造船廠由工廠廠長愛德華·葉菲莫夫和俄羅斯聯邦國防部國家驗收委員會主席阿列克謝·波捷什金海軍上校簽署。聖安德魯旗於2017年12月27日在艦上升起。

## 服役
馬卡洛夫海軍上將號自2017年底服役以來一直在波羅的海航行，據報導指，2018年8月18日，該艦開始向黑海的永久基地移動，英國海軍伊麗莎白女王號航空母艦發現該艦。8月21日，該艦在英國海軍赫沃斯號掃雷艦的監視下通過英吉利海峽。該艦於10月初抵達其在塞瓦斯托波爾的永久基地。2018年11月5日，俄羅斯海軍黑海艦隊新聞處宣布，該艦已離開塞瓦斯托波爾，加入位於地中海東部的海軍艦艇第5地中海中隊。
2019年7月19日，馬卡洛夫海軍上將號與Object 100岸基反舰系统進行了聯合演習。兩者互相對抗，該艦的防空導彈系統成功攔截目標。2019年9月23日，該艦在黑海艦隊司令伊戈爾·奧西波夫中將帶領下，再次赴地中海服役。此外，該艦還負責將俄羅斯海軍的主要聖像聖安德魯運送到位於敘利亞塔爾圖斯港的俄羅斯海軍地中海艦隊基地供奉。9月29日至10月2日，馬卡洛夫海軍上將號途經希臘科孚島，該艦停泊在島上，對公眾開放。馬卡洛夫海軍上將號還參加了與阿爾及利亞海軍的聯合演習，並製定了確保海上安全的聯合行動，兩者進行了控制民用航行的演習，並檢查了涉嫌海盜和非法經濟活動的商船。11月28日，該艦進入塞浦路斯利馬索爾港補給和休整，隨後該艦返回地中海執行任務。2020年2月，馬卡洛夫海軍上將號和格里戈羅維奇海軍上將號從塞瓦斯托波爾被派往地中海。2月28日，兩艘軍艦經過博斯普魯斯海峽和達達尼爾海峽，加入了俄羅斯海軍在地中海的永久編隊。

### 2022年俄羅斯入侵烏克蘭
馬卡洛夫海軍上將號參與2022年俄羅斯入侵烏克蘭。2022年5月6日，乌克兰军方声称，马卡洛夫海军上将号在黑海海域被乌克兰海王星导弹击中並起火。乌克兰国家新闻网站Dumskaya声称，俄罗斯军队已派出直升机营救船上的船员。烏克蘭總統辦公室顧問阿列克謝·阿列斯托維奇5月7日稱報導是“誤會”，在蛇島附近遇襲的艦艇實際上是塞爾納級登陸艇。HI Sutton是一位專注於海戰的獨立記者，他在2022年5月9日發現了十多艘俄羅斯黑海艦隊剩餘的軍艦，它們完好無損且仍在行進中，包括馬卡洛夫海軍上將號，這是艦隊的三艘護衛艦之一，可以說是烏克蘭無人機和反艦導彈的頭號目標，薩頓對新商業衛星圖像的分析似乎證實了上周有關烏克蘭成功襲擊馬卡洛夫海軍上將號的説法只是謠言，護衛艦倖存下來。
在莫斯科號飛彈巡洋艦沉没后，马卡洛夫海军上将号接替莫斯科号成为了新的黑海舰队旗舰。
2022年10月29日，停靠在克里米亞塞瓦斯托波爾的馬卡洛夫海軍上將號遭到烏克蘭無人快艇的攻擊。2023年8月15日，马卡洛夫海军上将号巡防舰重新列編服役。
2023年12月2日，普京签署总统命令，给予马卡洛夫海军上将号“近卫”称号，确认了马卡洛夫海军上将号正式成为黑海舰队新旗舰的地位。